# Cananéia (ort)
Cananéia är en ort i Brasilien.   Den ligger i kommunen Cananéia och delstaten São Paulo, i den södra delen av landet, 1 000 km söder om huvudstaden Brasília. Cananéia ligger 9 meter över havet och antalet invånare är 13 785. Den ligger på ön Ilha de Cananéia.
Terrängen runt Cananéia är huvudsakligen platt, men söderut är den kuperad. Havet är nära Cananéia åt sydost. Det finns inga andra samhällen i närheten. 